# Партия Центра (Израиль)
Партия Центра (ивр. מפלגת המרכז‎ — Мифлегет Мерказ) — израильская политическая партия, существовавшая с конца 1998 по 2001 год. На всеобщих выборах 1999 года лидер партии Ицхак Мордехай был кандидатом на пост премьер-министра Израиля, сняв свою кандидатуру в пользу Эхуда Барака. Партия получила шесть мест в кнессете 15-го созыва и вошла в правительственную коалицию Эхуда Барака, получив два министерских портфеля. После сексуального скандала вокруг лидера партии и ряда внутренних расколов большинство её ведущих деятелей вернулись в свои прежние партии или покинули кнессет.

## Формирование и определение лидера
Предпосылкой к появлению Партии Центра стало недовольство среди израильских политиков складывающейся к концу 1998 года ситуацией. Проводимый премьер-министром Биньямином Нетаньяху курс не удовлетворял ряд деятелей в его собственной партии, но и рейтинг лидера основной оппозиционной партии «Авода» Эхуда Барака в опросах общественного мнения оставался низким. Противостояние между двумя ведущими партиями — «Аводой» и «Ликудом» — могло быть охарактеризовано как патовое. В то же время положение в центре политического спектра, в разные периоды истории страны занимаемое Общими сионистами, Либеральной партией (объединившейся с «Ликудом») и «Шинуем» (влившимся в состав блока «Мерец»), выглядело свободным и многообещающим с электоральной точки зрения.
В этих условиях новое политическое движение в той или иной степени привлекло к себе представителей почти всех действующих политических партий Израиля — как «Ликуда» и «Аводы», так и более мелких партий «Цомет», «Гешер» и «Меймад», а также созданного ранее с прицелом в ту же нишу движения «Третий путь». Разнообразие политического прошлого присоединявшихся к движению политиков даже породило шутку, что в Партию Центра, не став королём, вступил бывший наследный принц Иордании Хасан. Основателем партии стал бывший мэр Тель-Авива Рони Мило, избранный на этот пост как кандидат «Ликуда», но с тех пор сместившийся в либеральную часть политического спектра, выступавший с резкой критикой правительства Нетаньяху и в мае 1998 года объявивший основной причиной её создания существующий в обществе религиозный диктат. К концу года к Мило присоединился бывший министр финансов Дан Меридор, также недовольный политикой Нетаньяху, а затем о намерении участвовать в прямых выборах премьер-министра объявил недавно окончивший военную карьеру начальник Генштаба АОИ Амнон Липкин-Шахак, на тот момент в опросах общественного мнения опережавший действующего премьер-министра.
Официально Партия Центра была сформирована в январе 1999 года. Приняв решение идти на намеченные на весну 1999 года всеобщие выборы одним списком, Мило, Меридор и Липкин-Шахак также решили, что кандидатом в премьер-министры от этого списка должен стать человек, чьи шансы на победу в борьбе с Нетаньяху и Бараком будут наиболее высокими. В начале 1999 года они вступили в переговоры с ещё рядом политиков, среди которых был министр обороны Ицхак Мордехай. Узнав об этих переговорах, премьер-министр немедленно отстранил Мордехая от занимаемой должности. После этого Мордехай официально присоединился к Партии Центра. Согласно опросам общественного мнения, его шансы на победу в борьбе один на один с Нетаньяху или Бараком были более высоки, чем у остальных лидеров партии, и именно он стал её официальным кандидатом в премьер-министры; Меридор и Шахак сняли свои кандидатуры. В партию также вступили Хагай Мером и Нисим Звили из «Аводы», Элиэзер Зандберг из «Цомета», Давид Маген из «Гешера» и дочь бывшего премьер-министра Израиля Ицхака Рабина Далия Рабин.

## Предвыборная кампания
В предвыборной платформе Партии Центра отмечалось, что в Израиле сложилась патовая ситуация между двумя традиционными политическими лагерями, растёт враждебность между различными общественными группами, а в экономике наступила рецессия. Отмечалось также, что в результате проблем с продвижением израильско-палестинского мирного процесса страна теряет международную поддержку.
Формулировки предвыборной платформы были характерны для центристского образования. Партия обещала действовать в целях сокращения общественных разногласий между правым и левым лагерями, религиозным и светским населением, уроженцами страны и новыми репатриантами, избегать секторальных предпочтений в экономике, децентрализовать органы власти. Кроме того, в число предвыборных обещаний Партии Центра входили завершение формирования конституции Израиля и продвижение мирного процесса с палестинцами, а также территориальный компромисс на Голанских высотах. Антирелигиозная риторика, характерная для первых дней движения, была смягчена ввиду демонстративной приверженности нового лидера — Ицхака Мордехая — еврейской традиции.
Особое место в предвыборной кампании Партии Центра занимали персональные атаки на действующего премьер-министра, которому вменялись в вину приход к власти в результате убийства Ицхака Рабина, негибкая позиция в переговорах с палестинцами, ухудшение отношений с США и авторитарный стиль руководства. В целом эта часть кампании Партии Центра делала её мало отличимой от кампании, которую вели «Авода» и Эхуд Барак. Это обстоятельство, а также целенаправленная неконкретность лозунгов, в особенности по вопросу отношений этнических групп и светских и религиозных кругов, привели к тому, что партия стала терять поддержку общества как справа, так и слева. Недовольство публики вызвал также метод формирования предвыборного партийного списка, составленного небольшой группой лидеров, что шло вразрез с обещаниями демократизации общества. Руководство Партии Центра не предпринимало никаких усилий по созданию партийной инфраструктуры и мобилизации рядовых членов на местах.
К апрелю стало очевидно, что Мордехай не сможет победить в противостоянии один на один с Бараком, обладавшим более выраженной харизмой, блестящим послужным списком и репутацией идейного преемника Рабина, а в мае опросы общественного мнения показывали, что во второй круг прямых выборов премьер-министра Мордехай не попадает. В результате за день до выборов он объявил, что снимает свою кандидатуру, и призвал избирателей голосовать за Барака. Партия также получила намного меньше голосов на выборах в кнессет, чем первоначально ожидалось, сумев провести в него только шестерых депутатов, в том числе четверых основателей.

## В кнессете 15-го созыва
| Депутат             | Статус                                                                                    |
| ------------------- | ----------------------------------------------------------------------------------------- |
| Амнон Липкин-Шахак  | Перешёл во фракцию «Новый путь», 8 марта 2001 года покинул кнессет                        |
| Йехиэль Ласри       | В кнессете с 28 марта 2001 года, перешёл во фракцию «Ликуд»                               |
| Давид Маген         | В кнессете с 8 марта 2001 года, председатель комиссии по иностранным делам и безопасности |
| Рони Мило           | Перешёл во фракцию «Ликуд»                                                                |
| Ицхак Мордехай      | 28 марта 2001 года покинул кнессет                                                        |
| Дан Меридор         | Председатель комиссии по иностранным делам и безопасности                                 |
| Уриэль Савир        | Перешёл во фракцию «Новый путь», 8 марта 2001 года покинул кнессет                        |
| Далия Рабин-Философ | Перешла во фракцию «Новый путь»                                                           |
| Нехама Ронен        | В кнессете с 8 марта 2001 года, заместитель спикера                                       |

Фракция Партии Центра в кнессете 15-го созыва присоединилась к правящей коалиции, сформированной Эхудом Бараком. В кабинете Барака представители Партии Центра получили два министерских портфеля — Ицхак Мордехай стал министром транспорта, а Амнон Липкин-Шахак министром туризма. Комиссия кнессета по иностранным делам и безопасности, председателем которой до этого обычно становился представитель самой крупной партии коалиции, была доверена Дану Меридору. Четвёртый член руководства партии, Рони Мило, стал председателем её парламентской фракции.
Неспособность руководства партии преодолеть идеологические и личные разногласия между его членами привела к скорой дезинтеграции. Уже в мае 2000 года Ицхак Мордехай подал в отставку с поста министра транспорта в связи со скандалом вокруг его сексуального поведения в годы военной службы, а затем на министерских должностях; в июне Липкин-Шахак стал министром транспорта, сохранив также портфель министра туризма. В дальнейшем в составе фракции произошёл раскол, и Шахак, Далия Рабин и Уриэль Савир сформировали собственную фракцию «Новый путь». В марте 2001 года сначала Шахак и Савир, а затем и Мордехай ушли в отставку с депутатских постов. Их места во фракции Партии Центра заняли новые депутаты, однако мандат Далии Рабин вместе с ней ушёл фракции «Аводы», сократив число депутатов от Партии Центра до пяти.
После прошедших в 2001 году прямых выборов премьер-министра, не сопровождавшихся новыми выборами в кнессет, Партия Центра в августе приняла предложение о присоединении к правящей коалиции Ариэля Шарона. Согласно достигнутой договорённости, партия сохранила за собой председательское место в комиссии по иностранным делам и безопасности, перешедшее к Давиду Магену, Рони Мило стал министром регионального развития, а Дан Меридор министром без портфеля. В дальнейшем Рони Мило и один из новых депутатов от Партии Центра Йехиэль Ласри сформировали новую фракцию «Лев», которая немедленно присоединилась к «Ликуду». В преддверии парламентских выборов 2003 года они вместе с ещё одной представительницей Партии Центра, Нехамой Ронен, участвовали во внутрипартийных выборах в «Ликуде», но никому из них не удалось получить реального места в предвыборном списке. К концу работы кнессета 15-го созыва Партия Центра была в нём формально представлена всего двумя депутатами. На выборах в кнессет в 2003 году один из них — Давид Маген — возглавил список под названием «Центристская партия», однако этот список не сумел преодолеть электоральный барьер.